# Essay
Der oder das Essay (Plural: Essays), auch Essai geschrieben, ist eine Abhandlung, in der wissenschaftliche, kulturelle oder gesellschaftliche Themen betrachtet werden, und zwar in einer Form, die in der Hauptsache noch ein Sachtext ist, doch auch rhetorisch überzeugend und unterhaltsam sein will. Im Mittelpunkt steht oft die persönliche Auseinandersetzung des Autors mit einem Thema. Damit ist der Essay nicht auf formale Kriterien wissenschaftlicher Methodik angewiesen, sondern beruht auf den subjektiven Erfahrungen und Urteilen des Essayisten. 
Ähnliche Textarten sind das Traktat, der Aufsatz und die Causerie; verwandte journalistische Darstellungsformen sind die Glosse, die Kolumne, der journalistische Kommentar und der Leitartikel. Der Aphorismus ist eine Kurzform, die oft etwas Ähnliches wie der Essay anstrebt.

## Etymologie
Der französische Ausdruck essai stammt wie der italienische saggio und der spanische ensayo von dem selten belegten spätlateinischen Substantiv exagium („das Wägen“, „das Gewicht“) ab, das insbesondere „die Schrotproben, welche die Kaiser des 5. Jahrhunderts sich von jedem neuen Münzschlag vorlegen ließen, 1/6 einer Unze, = 1 Solidus“ bezeichnet und von dem häufig belegten Verb exigere (u. a. „prüfen“, „untersuchen“, „beurteilen“, „abwiegen“, „erwägen“) abgeleitet ist.

## Entstehung

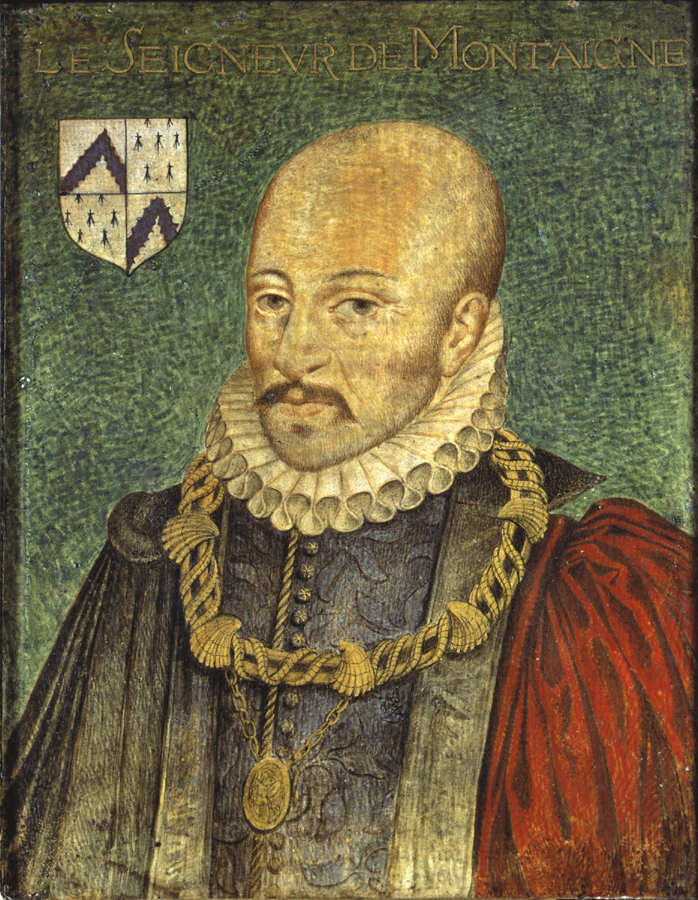
Michel de Montaigne

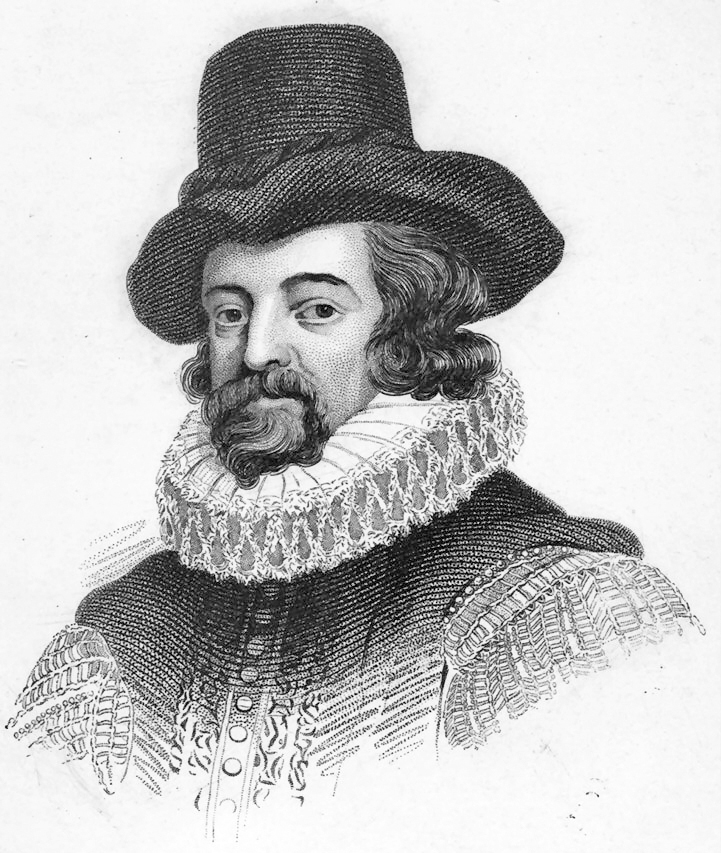
Francis Bacon

Der Essay als literarische Form oder Gattung geht zurück auf den französischen Autor Michel de Montaigne (1533–1592). Montaigne entwickelte den Essay aus den Adagia des Erasmus von Rotterdam. Was bei diesem noch eine Sammlung von Sprüchen, Aphorismen und Weisheiten ist, versieht Montaigne nun mit Kommentaren und Kritik. Dabei stellt er, aus einer skeptischen Grundhaltung heraus, seine Erfahrungen und Abwägungen dem scholastischen Absolutheitsanspruch entgegen.
Montaigne tritt als ein Fragender auf, der nach Antworten sucht, doch manche Frage offen lässt. Ein guter Essay kann Fragen aufwerfen und neu stellen oder eine andere Sicht auf eine Problematik eröffnen. Erkenntnisse und Folgerungen werden oft nur so weit ausgeführt, dass der Leser sie assoziierend selbst erschließen kann, nicht als eine dogmatische Lehrmeinung.
Montaignes Bekenntnis zur Subjektivität und sein Zweifel an der Existenz absoluter Wahrheit widersprachen der damaligen offiziellen Lehrmeinung des Vatikans. Der Vatikan veröffentlichte 1559 erstmals einen Index Librorum Prohibitorum; Montaignes Essays (Les essais) wurden 1676 (also 84 Jahre nach seinem Tod) auf den Index gesetzt.
Sein Nachfolger, der Engländer Francis Bacon, erweiterte die Gattung des Essays in Richtung einer belehrenden, moralisierenden Form mit deduktiver Beweisführung; in der Folge pendelt der Essay zwischen diesen beiden Ausrichtungen. So wurde der Essay auch zu einer beliebten literarischen Form von Moralisten und Aufklärern.
Die Enzyklopädisten adaptierten die ursprünglich literarisch-philosophische Form zu einem wissenschaftlichen Stil. Im Gegensatz zum Traktat oder zur wissenschaftlichen Abhandlung verzichtet ein Essay auf objektive Nachweise und definitive Antworten. Das schließt aber keine Parteinahme aus, wie etwa in Virginia Woolfs Essay „Ein eigenes Zimmer“, in dem sie für Frauenrechte eintrat, oder Jonathan Lethem, der in „Bekenntnisse eines Tiefstaplers“ für einen großzügigen Umgang mit dem Kopieren von Ideen plädierte.
In seinem Text Lebenslauf III deutete Walter Benjamin seine Essays so: „Ihre Aufgabe ist es, den Integrationsprozess der Wissenschaft […] durch eine Analyse des Kunstwerks zu fördern, die in ihm einen integralen, nach keiner Seite gebietsmäßig einzuschränkenden Ausdruck der religiösen, metaphysischen, politischen, wirtschaftlichen Tendenzen einer Epoche erkennt.“

## Form
Die essayistische Methode ist eine experimentelle Art, sich dem Gegenstand der Überlegungen zu nähern und ihn aus verschiedenen Perspektiven zu betrachten. Das Wichtigste ist jedoch nicht der Gegenstand der Überlegungen, sondern das Entwickeln der Gedanken vor den Augen des Lesers.
Ein Essay ist eine Abhandlung, die eine literarische oder wissenschaftliche Frage in knapper und anspruchsvoller Form behandelt. Viele Essays zeichnen sich durch eine gewisse Leichtigkeit, stilistische Ausgefeiltheit, Verständlichkeit und Humor aus. Jeder neue Begriff wird eingeführt und vorgestellt. Handlungen werden chronologisch erzählt und Zitate deutlich gekennzeichnet; meist ist er aber befreit von vielen Zitaten, Fußnoten und Randbemerkungen. Zuweilen ist es auch schlicht eine stilisierte, ästhetisierte Plauderei.
Während der Autor einer wissenschaftlichen Analyse gehalten ist, sein Thema systematisch und umfassend darzustellen, wird ein Essay eher dialektisch verfasst: mit Strenge in der Methodik, nicht aber in der Systematik. Essays sind Denkversuche, Deutungen – unbefangen, oft zufällig scheinend. Damit ein Essay überzeugen kann, sollte er im Gedanken scharf, in der Form klar und im Stil „geschmeidig“ sein (Siehe auch Sprachebene, Stilistik, rhetorische Figur).